# Saint-Aubin-les-Forges
Saint-Aubin-les-Forges – miejscowość i gmina we Francji, w regionie Burgundia-Franche-Comté, w departamencie Nièvre.
Według danych na rok 1990 gminę zamieszkiwało 368 osób, a gęstość zaludnienia wynosiła 14 osób/km² (wśród 2044 gmin Burgundii Saint-Aubin-les-Forges plasuje się na 555. miejscu pod względem liczby ludności, natomiast pod względem powierzchni na miejscu 248.).